# Gann mac Dela
 (signalé en juin 2025).
Si vous disposez d'ouvrages ou d'articles de référence ou si vous connaissez des sites web de qualité traitant du thème abordé ici, merci de compléter l'article en donnant les références utiles à sa vérifiabilité et en les liant à la section « Notes et références ».
- Archive Wikiwix
- Bing
- Cairn
- DuckDuckGo
- E. Universalis
- Gallica
- Google
- G. Books
- G. News
- G. Scholar
- Persée
- Qwant
- (zh) Baidu
- (ru) Yandex
- (wd) trouver des œuvres sur Wikidata

Gann mac Dela, fils de Dela, des Fir Bolg est un Ard ri Erenn mythique d'Irlande qui règne conjointement avec son frère Genann, lorsqu'ils succède à leur frère Rudraige. Son épouse se nomme Etar.
Quand les Fir Bolg envahissent l'Irlande les cinq fils de Dela divisent l'île entre eux. Gann et Senngann accostent à Inber Dubglaise et partage le Munster entre eux Gann prend la partie nord et Sengann le sud de la province.
Lorsque leur frère Rudraige meurt, Gann et Genann deviennent Ard ri Erenn, pendant 4 ans jusqu’à ce qu'ils ne meurent tous deux de la peste avec des milliers de leurs suivants et que Sengann leur succède.

## Source
- (en) Cet article est partiellement ou en totalité issu de l’article de Wikipédia en anglais intitulé « Gann mac Dela » (voir la liste des auteurs), édition du 10 avril 2012.